# ブラッド・パトリック
ブラッド・パトリック（英: Brad Patrick, 1969年 - ）は、ウィキメディア財団の総合弁護士兼暫定事務長。
財団に転じる前は、フロリダ州で最大手の法律事務所 Fowler White Boggs Banker で知的財産及び知的技術の裁判を担当していた。ボストン大学ロー・スクールで法学博士を取得したあと、ワシントン州のレドモンドとシアトルの法律事務所に勤務した。また市民、教育、及びコミュニティ・リーダーシップ組織などの数々の非営利団体で理事を経験した。レドモンドでの公共図書館の財政基盤のための公債のキャンペーンを主導し、成功を収めた。